# ایندوماتی کاتیرسان
ایندوماتی کاتیرسان (انگلیسی: Indumathi Kathiresan؛ زادهٔ ۵ ژوئن ۱۹۹۴) بازیکن فوتبال اهل هند است.
وی همچنین در تیم ملی فوتبال زنان هند بازی کرده‌است.